# تموز (اسطوره)
تموز نام یکی از خدایان سومر باستان بود. او خدای خوراکی‌ها و گیاهان بود. تموز بعدها در دیگر تمدن‌های میان‌رودان مانند اکد و آشور و بابل نیز پرستیده می‌شد. در بابل باستان تموز نام یکی از ماه‌های سال بود، که به افتخار تموز، یکی از خدایان اصلی بابل، نامیده شده بود. این خدا از دوموزی خدایی سومری سرچشمه گرفته بود، که همسر اینانا بود و بعدها یکی از همسران ایشتار در فرهنگ بابلی شد.
در اسطوره‌ها او را خدای بهاران می‌دانند.
در اصل تموز از خدایان آناتولی و خدای گیاهان بود.